# Graham Swift
Graham Colin Swift (London, 1949. május 4. –) angol író. Londonban, Angliában született, a londoni Dulwich College-ban, a Cambridge-i Queens' College-ban, majd a York Egyetemen tanult.

## Karrier
Swift néhány könyvét megfilmesítették, köztük a Waterland (1992), a Shuttlecock (1993), a Last Orders (1996) és a Mothering Sunday (2021) című könyveit. Last Orders című regénye az 1996-os James Tait Black-emlékdíj közös nyertese, és az 1996-os Booker-díj ellentmondásos nyertese, mivel a cselekményben és szerkezetben sok hasonlóság van William Faulkner As I Lay Dying (Míg fekszem kiterítve) című művével.
A díjnyertes Waterland The Fensben játszódik. A táj, a történelem és a család regénye, gyakran a háború utáni brit regények egyikeként emlegetik, és a brit iskolák angol irodalom tantervének beállított szövege volt. Az író, Patrick McGrath egy interjú során kérdezte Swiftet a Waterland-i "varázsérzésről". Swift így válaszolt: "Az a kifejezés, amivel mindenki találkozik, a mágikus realizmus, ami azt hiszem, mára egy kicsit elfáradt. Másfelől azonban kétségtelen, hogy az én generációm angol íróira nagyon nagy hatással voltak olyan kívülről érkező írók, akik valamilyen módon megkapták ezt a varázslatos, szürreális tulajdonságot, mint például Borges, Márquez, Grass, és ez ösztönző volt. Szerintem általánosságban jó volt. Mert mint mindig, borzasztóan gyülekezetiek, önmagunkba merültek és kulturálisan elszigeteltek vagyunk ebben az országban. Itt az ideje, hogy elkezdjük befogadni a kívülről jövő dolgokat."
Swift ismerte Ted Hughes-t, és maga is publikált verseket, amelyek közül néhány megtalálható a Making an Elephant: Writing from Within (2009) című könyvben.

## Munkái

### Regények
- The Sweet-Shop Owner (1980)
- Shuttlecock (1981) – winner of the 1983 Geoffrey Faber Memorial Prize
- Waterland (1983) – shortlisted for Booker Prize
- Out of this World (1988)
- Ever After (1992)
- Last Orders (1996) – winner of the 1996 Booker Prize
- The Light of Day (2003) – long listed for the Man Booker Prize.
- Tomorrow (2007)
- Wish You Were Here (2011)
- Mothering Sunday (2016) ISBN 978-1101947524[7]
- Here We Are (2020)

### Nonfiction
- Making an Elephant: Writing from Within (2009)

### Novellagyűjtemények
- Learning to Swim and Other Stories (1982)
- England and Other Stories (2014)

### Novellák
- Blushes (2021. január 11.)
- Fireworks (2022. január 17.)
- "Hinges". The New Yorker.[8] 14 November 2022.
- Bruises (2023. szeptember 25.)

### Magyarul
- Lápvilág (Waterland) – Európa, Budapest, 1994 · ISBN 9630756722 · fordította: Szász Imre
- Utolsó kívánság (Last Orders) – Helikon, Budapest, 1998 · ISBN 9632085264 · fordította: Széchenyi Kinga
- Anyák napi kimenő (Mothering Sunday) – Jelenkor, Budapest, 2017 · ISBN 9789636766306 · fordította: Merényi Ágnes

## Adaptációk
Shuttlecock című regényből 1991-ben készült azonos című film.
A Waterland filmfeldolgozása 1992-ben jelent meg Lápvilág címmel. Stephen Gyllenhaal rendezte, a főszereplők Ethan Hawke, Jeremy Irons és Sinéad Cusack.
A Last Orders című regényből 2001-ben készült el a Végakarat című film.
Mothering Sunday című regényét 2021-ben megfilmesítették Anyák napja címmel, Olivia Colman és Colin Firth főszereplésével, valamint Glenda Jackson közreműködésével.

## Fordítás
- Ez a szócikk részben vagy egészben  a   Graham Swift című angol Wikipédia-szócikk fordításán alapul.  Az eredeti cikk szerkesztőit annak laptörténete sorolja fel. Ez a jelzés csupán a megfogalmazás eredetét és a szerzői jogokat jelzi, nem szolgál a cikkben szereplő információk forrásmegjelöléseként.